# アントニオ・テンペスタ
アントニオ・テンペスタ（Antonio Tempesta、1555年 – 1630年8月5日）は、イタリアの画家、版画家である。

## 略歴
フィレンツェで生まれた。フィレンツェの美術学校(Accademia delle Arti del Disegno)でサンティ・ディ・ティート(Santi di Tito: 1536–1603)やフランドル出身の画家、ストラダヌス(Stradanus:1523-1605)に学んだ後、1573年にローマに移り、グレゴリウス13世のもとで働き、教皇庁の地図部屋にいくつかの壁画を描き、貴族や枢機卿の邸に装飾画を描いた。フィレンツェに戻り、フィレンツェの画家たちとウフィツィ美術館に多くの装飾画を描いた。
再びローマに移り、版画の製作を始め、多くの画家の絵をもとに版画を出版しヨーロッパ中で人気を得た。

## 作品

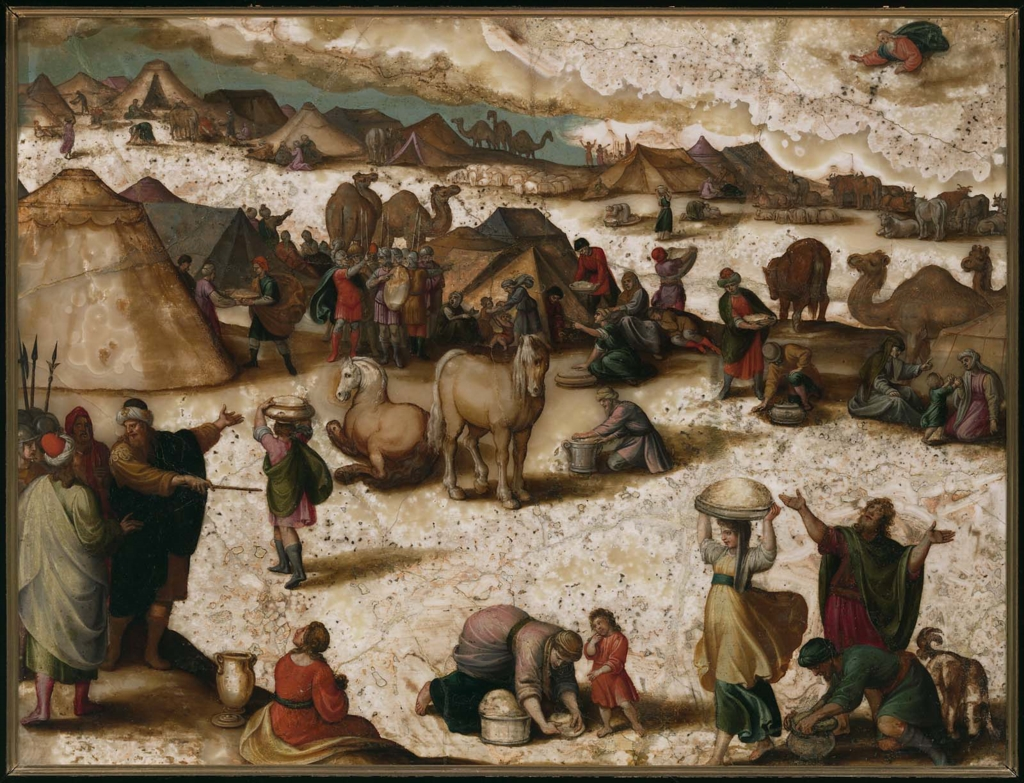
「マナを集める人々](c.1600)
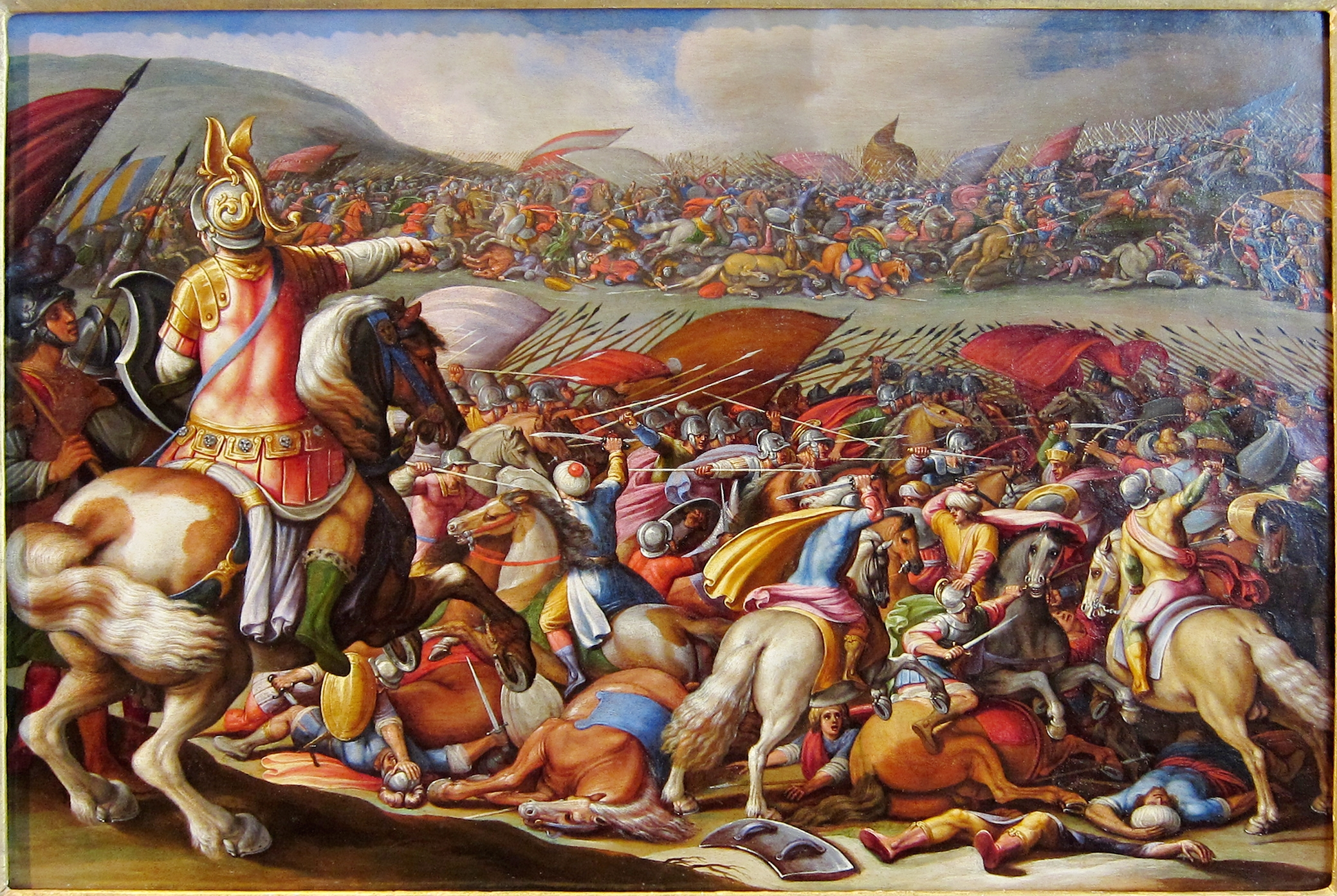
戦争画
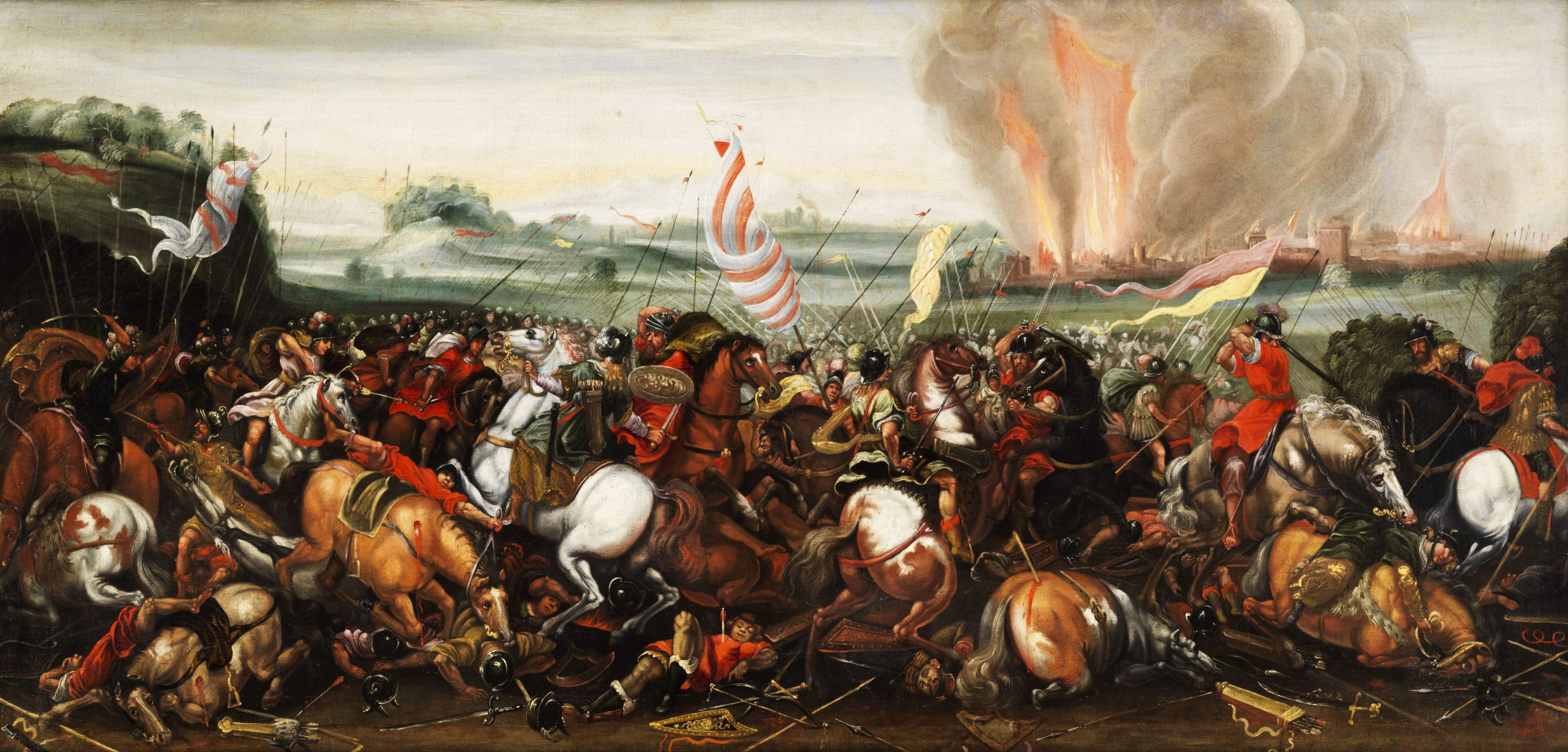
戦争画

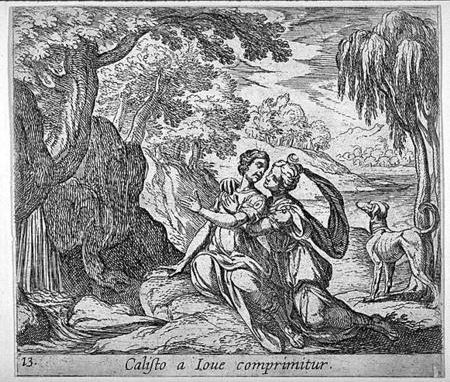
カリストー
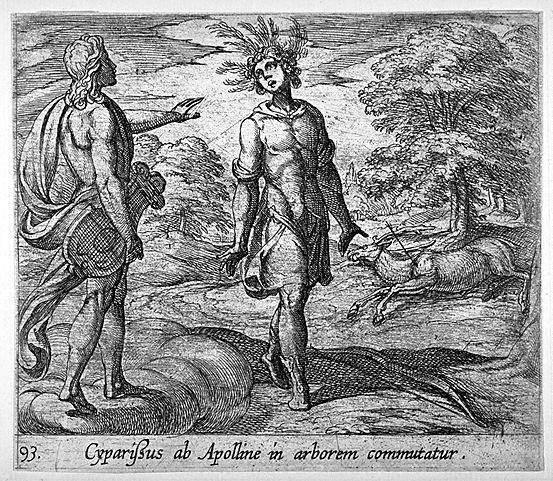
キュパリッソス
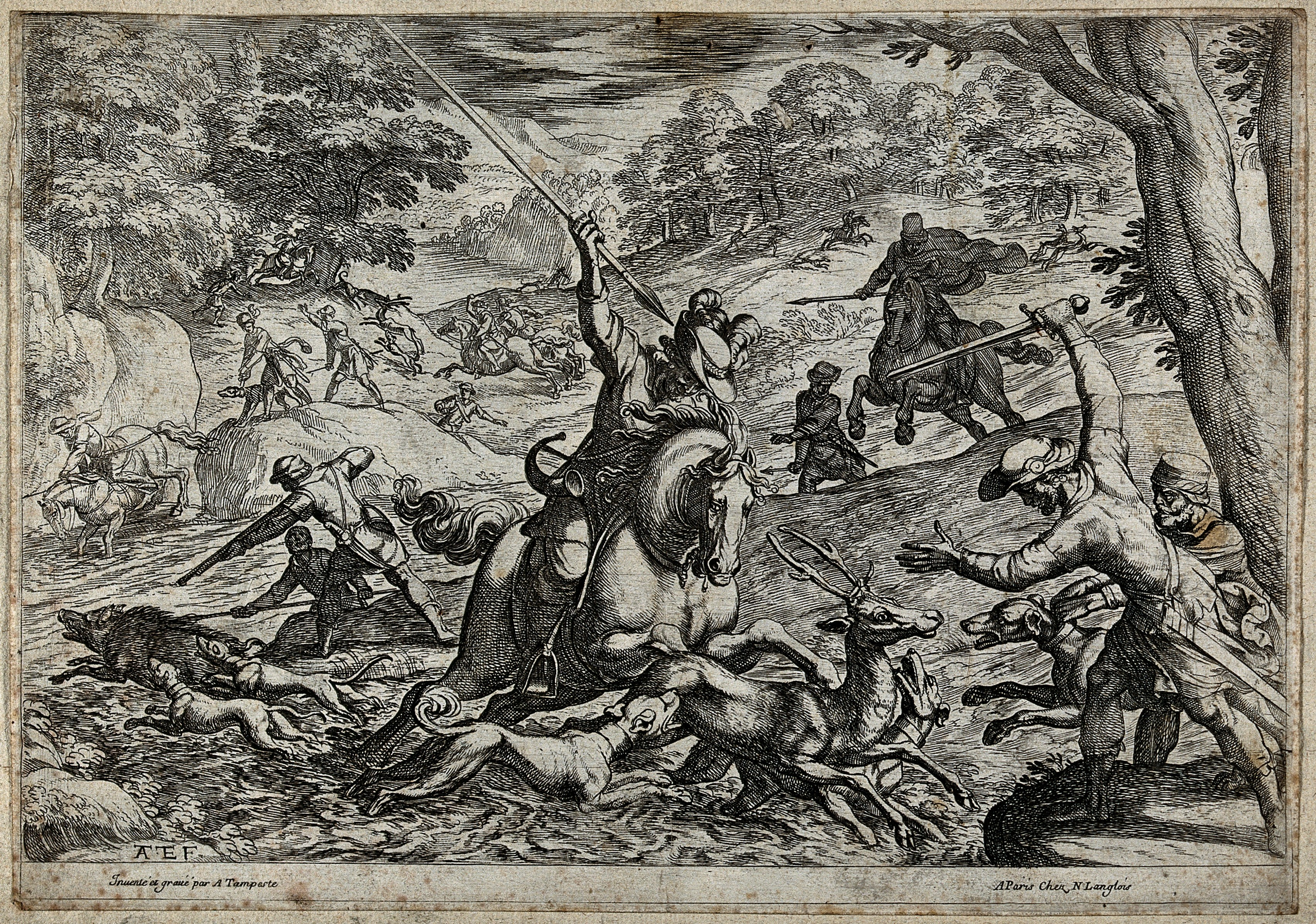
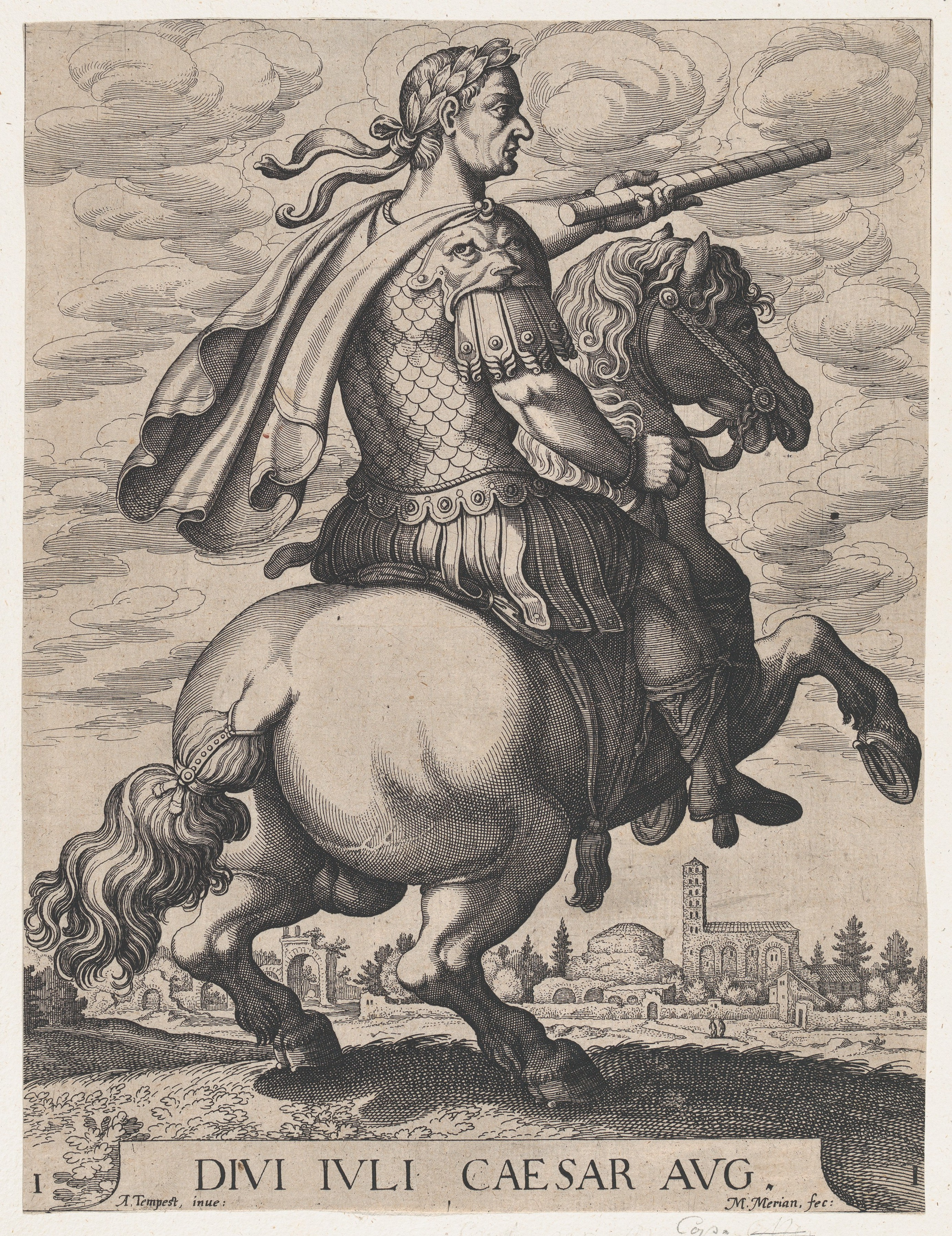